# Castello di Duchcov
Il castello di Duchcov (in ceco Zámek Duchcov e in tedesco Schloss Dux) si trova nella città omonima del Distretto di Teplice nella Regione di Ústí nad Labem della Repubblica Ceca. La sua storia inizia nel XVI secolo.

## Storia

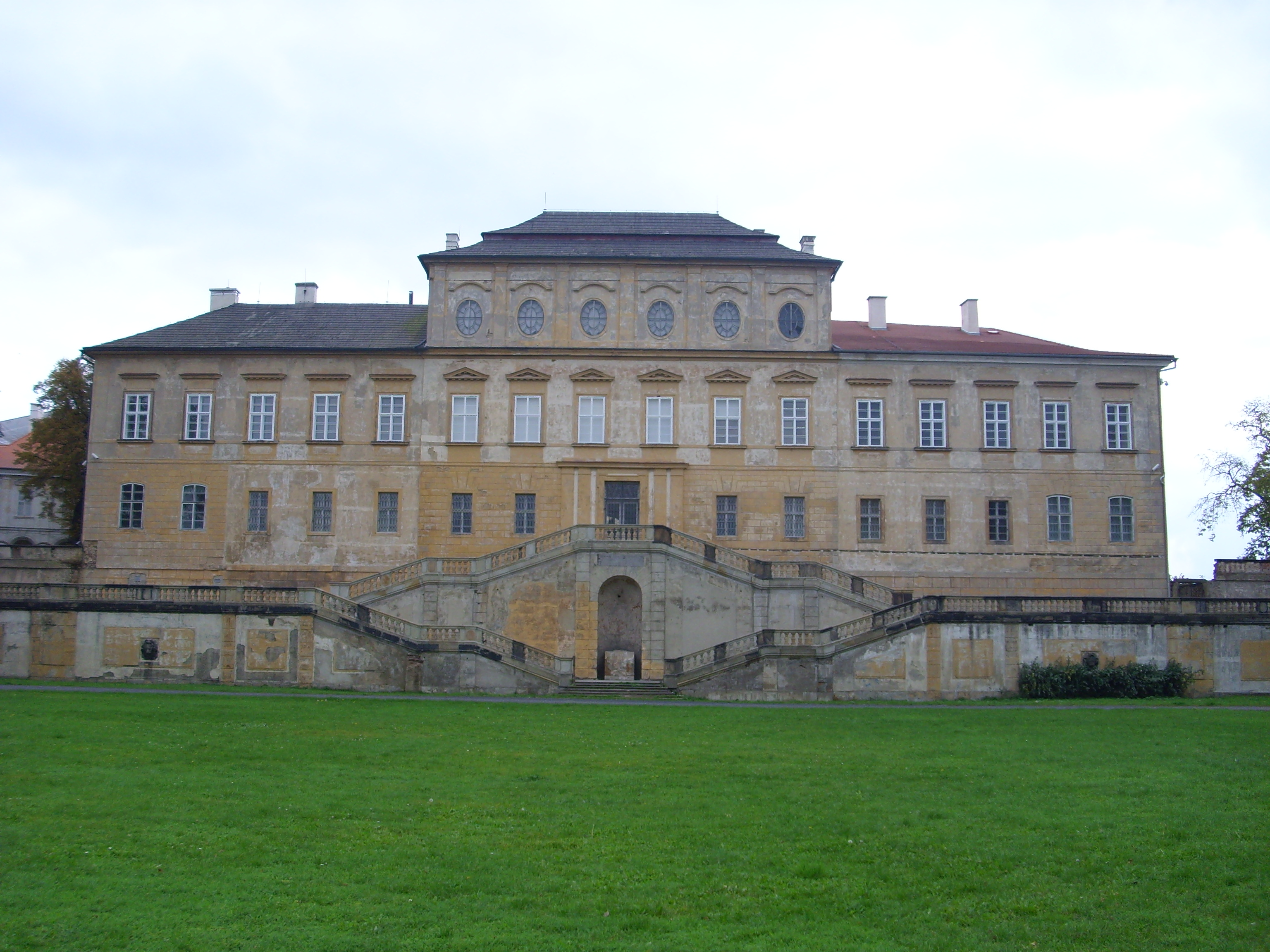
Facciata posteriore rivolta verso il parco

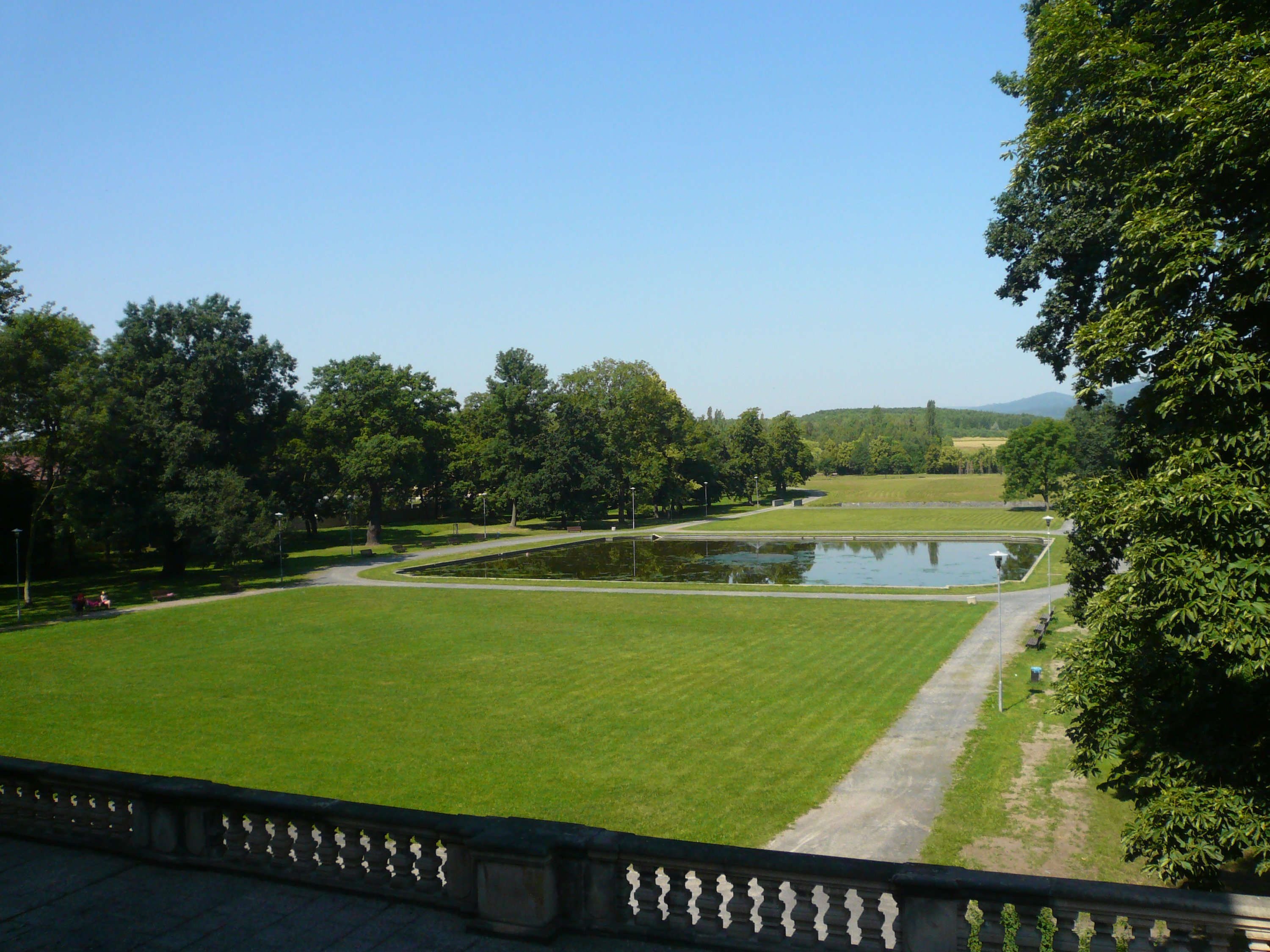
Parco del castello

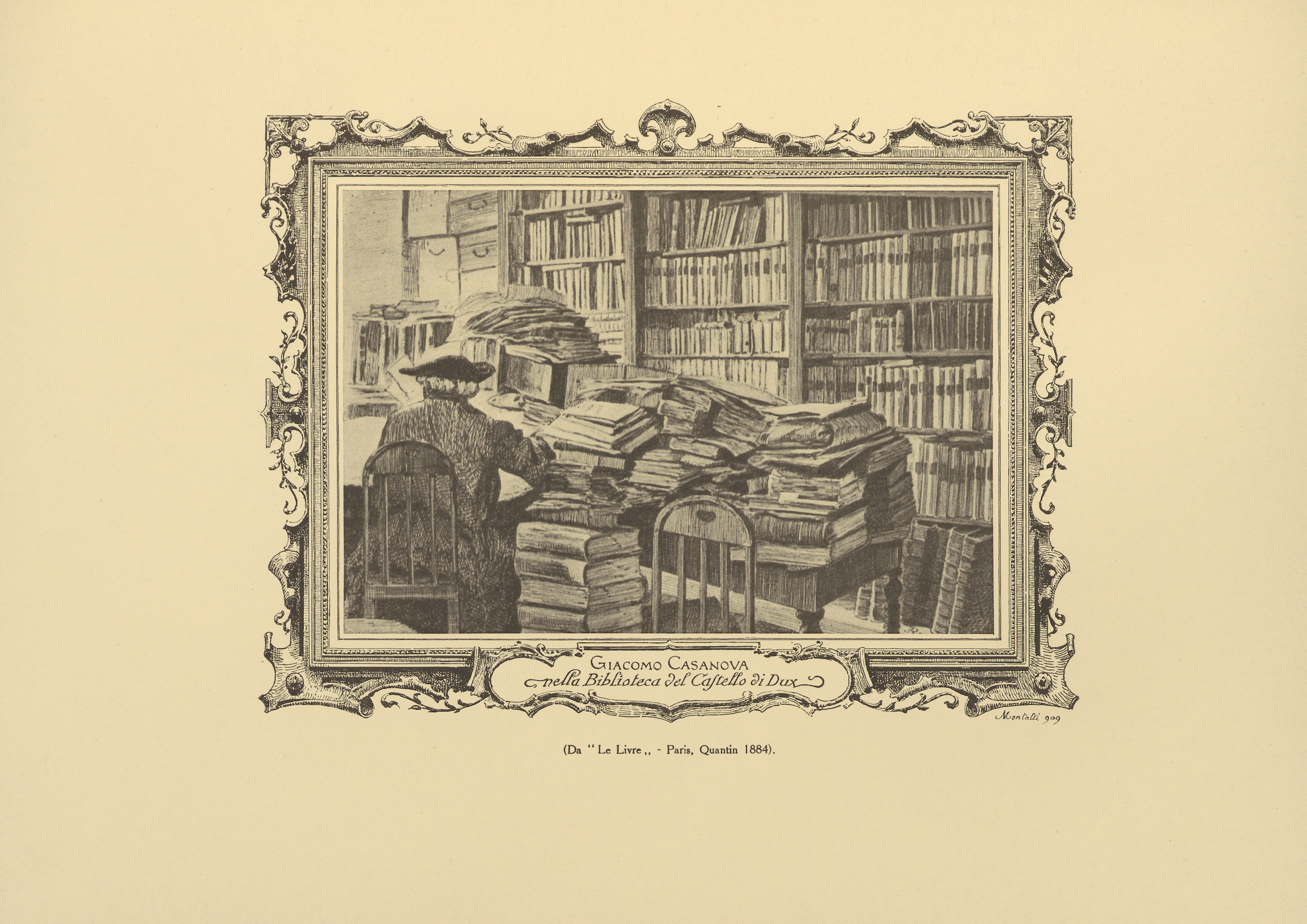
Historia della mia fuga dalle prigioni della Republica di Venezia dette "il piombi" scritta a Dux in Boemia l'anno 1787, opera di Giacomo Casanova

In origine sul sito del castello che ci è pervenuto esisteva una fortezza rinascimentale costruita intorno al 1570 su progetto dello svizzero Ulrico Aostalli. Nel 1642 i conti Waldstein acquistarono il castello e lo ricostruirono in stile barocco negli anni tra il 1675 e il 1685 su progetto dell'architetto Jean Baptiste Mathey. Venne ampliato dopo il 1707 e ancora tra il 1812 e il 1818, quando assunse forme neoclassiche. Le sculture presenti nel grande parco sono state realizzate da Matthias Bernhard Braun. Nel castello visse gli ultimi anni della sua vita Giacomo Casanova, che vi lavorò come bibliotecario del conte Josef Karel Valdštejn.

## Descrizione
Il castello ed il suo grande parco si trovano nella città di Duchcov nella Regione di Ústí nad Labem, Repubblica Ceca. Il castello è un edificio di grandi dimensioni con un corpo centrare e due ali laterali, in mattoni e intonacato. La facciata anteriore si presenta su due piani con un grande portale tra lesene. Le coperture dei tetti sono a padiglione e a mansarda.
Il castello ospita un museo con una collezione di mobili storici e la galleria con dipinti e affreschi della famiglia Valdštejn. Una sala è dedicata a Giacomo Casanova, che qui lavorò come bibliotecario dal 1785 al 1798, anno della sua morte, e vi scrisse la sua Historia. Il parco è di notevole interesse, con giardini all'italiana.

### Monumento culturale della Repubblica Ceca
La tutela dei monumenti della Repubblica Ceca considera il castello di Duchcov un monumento culturale tutelato col numero di catalogo 1000154850.